# Gmeinder D 500 C
Die D 500 C (auch Gmeinder 500 PS) ist eine Diesellokomotive der Gmeinder Lokomotivenfabrik GmbH für den Werks- und Anschlussverkehr.